# Archidiacre de Richmond et Craven

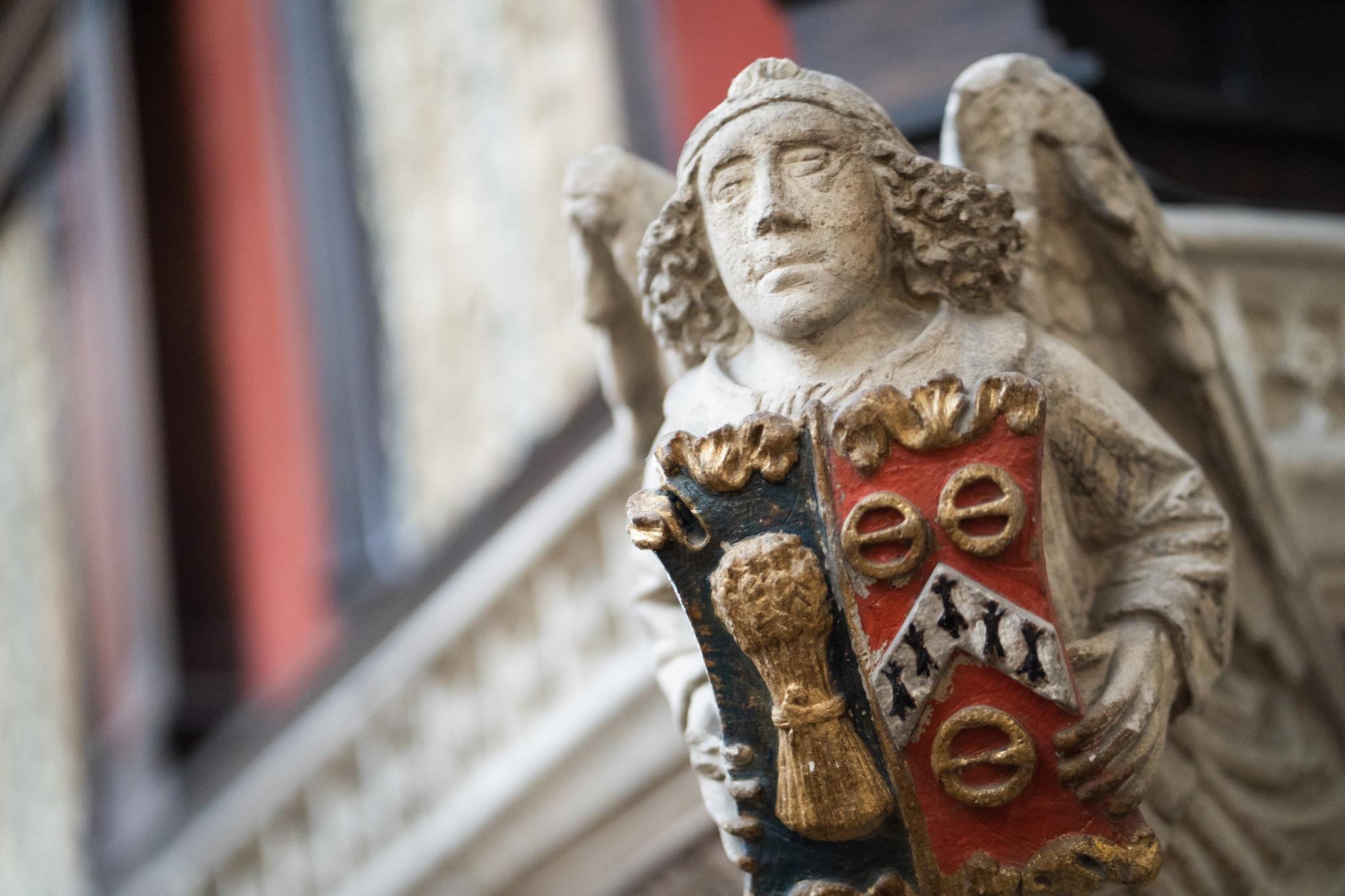
Armes des Dalby, détail de la cathédrale d'York représentant Thomas Savage, archevêque de York (1501-1517), montrant les armes de Thomas Dalby, archidiacre de Richmond (1506-1526). La gerbe de blé (empalant ses armes personnelles) est présentée dans diverses sources comme étant l'emblème héraldique de l'archidiaconé de Richmond

L'archidiacre de Richmond et Craven est une fonction archidiaconale au sein de l'Église d'Angleterre. Il est créé vers 1088 au sein du diocèse d'York et est transféré en 1541 au diocèse de Chester, en 1836 au diocèse de Ripon et depuis 2014 au diocèse de Leeds. Il est divisé en sept doyennés ruraux : Ewecross (en), Harrogate, Richmond, Ripon, Skipton et Wensley, tous situés dans le Yorkshire, et à Bowland dans le Lancashire.

## Histoire

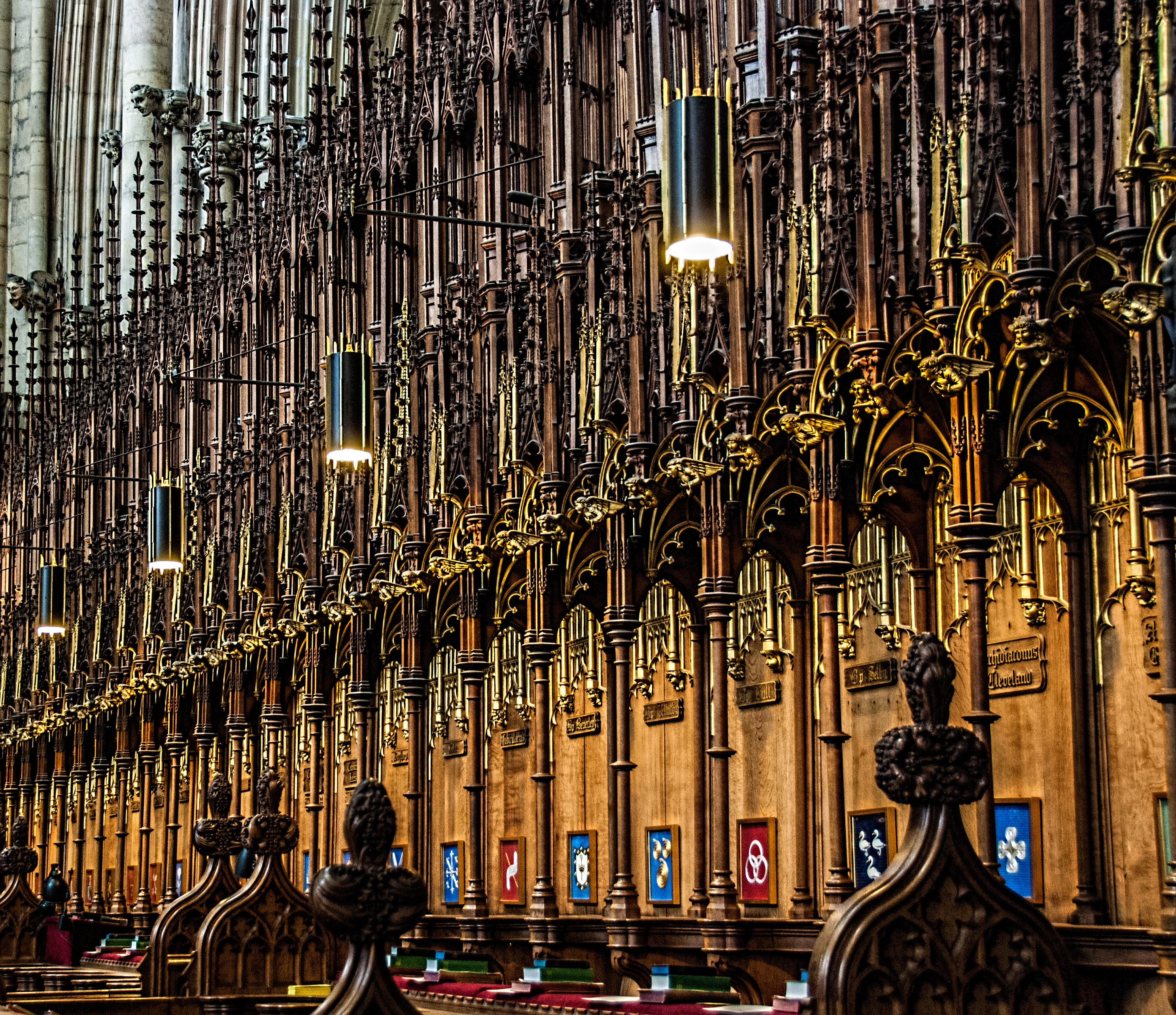
Stalles prébendales dans le choeur de la cathédrale d'York, dont l'une a été occupée par l'archidiacre de Richmond jusqu'en 1836

L'archidiaconé de Richmond est créé vers 1088 et doté par Thomas, archevêque d'York. À l'origine, il comprenait les parties occidentales du Yorkshire et du Lancashire, ainsi que la majeure partie des comtés de Cumberland et de Westmorland, et était l'archidiaconé le plus riche et le plus étendu d'Angleterre. Ses riches impropriétés (en) comprenaient Easingwold, Bolton, Clapham (en) et Thornton Steward. Cependant, en 1127, le roi Henri Ier d'Angleterre retire Allerdale et Cumberland de l'archidiaconé pour former le nouveau diocèse de Carlisle. En guise de compensation pour cette perte, Thurstan, archevêque d'York, confère à l'archidiacre tous les privilèges et prérogatives d'un évêque, à l'exception du fait qu'il ne pouvait pas ordonner, consacrer ou confirmer. L'archidiacre disposait de son  propre tribunal consistoire (en) à Richmond dans le Yorkshire, où les testaments étaient reconnus légalement, les licences et les facultés accordées, et où toutes les questions d'ordre ecclésiastique étaient traitées. Il exerçait seul la surveillance du clergé dans sa juridiction, y compris l'octroi et la révocation de bénéfices.
En 1541, le roi Henri VIII crée le diocèse de Chester dans le Lancashire, dans lequel la fonction d'archidiacre de Richmond est incorporée, bien que ses pouvoirs judiciaires aient été transférés au diocèse d'York. Bien que ses revenus aient sérieusement diminués et que sa position soit devenue celle d'un commissaire élu par l'évêque de Chester, l'archidiacre continue à exercer la même autorité, judiciaire notamment, que ses prédécesseurs et conserve sa stalle au sein du chœur de la cathédrale d'York. Cependant, en 1805, la fonction est décrite comme une simple « sinécure ».
En 1836, l'archidiaconé de Richmond est transféré à la juridiction du nouveau diocèse de Ripon dans le Yorkshire, et en janvier 1838 le tribunal consistoire de Richmond est aboli, ainsi que tous ses autres peculiars (en).
Lors de la création du diocèse de Leeds en 2014, l'archidiaconé reçut le territoire de l'archidiaconé de Craven (en) et fut renommé Archidiaconé de Richmond et Craven. Elle fait aujourd'hui partie du territoire épiscopal de l'évêque de Ripon (en).

## Liste des archidiacres
Quelques archidiacres sans titres territoriaux sont enregistrés à partir de l'époque de Thomas de Bayeux ; voir Archidiacre d'York (en).
| - avant 1128–1157 : Osbert de Bayeux (en) - vers 1157–après 1164 : Barthélémy - avant 1184–1189 : Godfrey de Luci (en) (devenu évêque de Winchester) - vers 1189–après 1196 : Guillaume de Chemillé (aussi évêque d'Avranches ; devenu évêque d'Angers) - vers 1196–1197 : Eustache (en), doyen de Salisbury et archidiacre de l'East Riding (en) - avant 1198–avant 1199 : Honorius du Kent (en) - 1198–1202 : Roger de Sancto Edmundo - 1199–après 1199 : Honorius du Kent (2e fois) - 1202–1208 : Honorius du Kent (3e fois) - vers 1212 : Morgane (en) (bâtard royal, prévôt de Beverley et évêque de Durham) - avant 1213–1217 : Richard Marsh (en) - avant 1218–après 1238 : William Langton (de Rotherfield) - avant 1239–après 1239 : Walter de Woburn - avant 1240–avant 1241 : Robert Haget - avant 1241–après 1252 : John le Romeyn l'Ancien - avant 1253–après 1260 : Guillaume - avant 1262–après 1269 : Simon d'Evesham - avant 1271–après 1271 : Richard le Brun (en) - 5 décembre 1272–après 1273 : Thomas Passelew - avant 1276–après 1278 : Geoffrey de Sancto Marco - 28 avril 1279 – 12 mai 1290 : Henry de Newark - 1290–après 1301 : Gérard de Vuippens - avant 1301–16 mai 1317 : Francesco Caetani (cardinal-diacre de Santa Maria in Cosmedin) - 25 avril 1309 – 1310 : John Sandale (en) (s'oppose en vain à Caetani) - 1317–1322 : Roger Northburgh (en) (devenu évêque de Lichfield) - 2 novembre 1322 – 1328 : Hélie de Talleyrand-Périgord, évêque de Limoges - 1328–janvier 1346 : Robert Wodehouse (en) - 7 janvier–mai 1346 : John Gynwell (en) - juin 1346–20 novembre 1348 : Jean-Raymond de Comminges, évêque-cardinal de Porto - 1349–avant 1359 : Henry de Walton - 13 décembre 1359–avant 1383 : Humphrey de Cherleton - 1383–11 janvier 1385 : John Bacon - 11 janvier 1385 – 1388 : John Waltham (en) (devenu évêque de Salisbury) - 1388–mai 1400 : Thomas Dalby - 19 mai 1400 – 4 mars 1401 : Stephen Scrope - 4 mars 1401 – 18 mars 1402 : Nicholas Bubwith - 18 mars 1402–avant 1418 : Stephen Scrope (2e fois) - 6 septembre 1418–avant 1442 : Henry Bowet - 8 novembre 1442 – 1450 : Thomas Kempe (en) (devenu évêque de Londres) - 8 février 1450 – 1454 : William Grey (en) - 17 août 1454 – 1457 : Lawrence Booth - 17 octobre 1457 – 1459 : John Arundel (en) - 21 mai 1459 – 1465 : John Booth - 5 juillet 1465 – 1484 : John Sherwood - 2 janvier 1485 – 1485 : Edward de la Pole - 28 septembre 1485 – 1493 : John Blyth | - 5 mars 1494 – 1500 : Christopher Urswick, doyen de York jusqu'en 1494, doyen de Windsor à partir de 1496 (aussi archidiacre de Wilts, et de Norfolk (à partir de 1500) - 1500–1506 : James Stanley (en) - 24 septembre 1506–avant 1526 : Thomas Dalby - 1526–avant 1529 : Thomas Wynter (en) (aussi doyen de Wells (jusqu'en 1529), archidiacre d'York (en), archidiacre de Suffolk (en) {1526–1529} et archidiacre de Norfolk (à partir de 1529) - 7 décembre 1529–1541 : William Knight (en) Le 14 août 1541, le diocèse de Chester est créé à partir des archidiaconés de Richmond et Chester (en). - 1541–avant 1554 : John Bird (en), évêque de Chester - avant 1554–avant 1559 : John Horleston - avant 1559–octobre 1559 : John Hansom - octobre 1559–avant 1574 : John Horleston (2e fois) - 17 mars 1574–avant 1603 : Christopher Goodman (en) - 6 novembre 1603–1607 : Thomas Mallory (en) (devenu doyen de Chester) - 21 décembre 1607–10 mars 1648 : Thomas Dod (en) - 20 mai 1648–avant 1664 : Henry Bridgeman (en) (également doyen à partir de 1660) - 10 juin 1664 – 26 novembre 1678 : Charles Bridgeman (en) - 3 décembre 1678 – 11 mars 1695 : Henry Dove (en) - 2 avril 1695–avant 1703 : Thomas Lamplugh - 10 septembre 1703 – 7 mai 1729 : William Stratford (en) - 4 juin 1729 – 22 octobre 1781 : Samuel Peploe - 30 octobre 1781 – 15 avril 1792 : Thomas Townson (en) - 9 mai 1792 – 11 mars 1797 : Thomas Breithweite (en) (devenu archidiacre de Chester (en)) - 25 avril 1797-avant 1801 : George Bower (en) - 14 janvier 1801 – 4 juin 1824 : John Owen (en) - 5 octobre 1824-avant 1826 : Henry Law (en) (devenu archidiacre de Wells (en)) - 30 décembre 1826 – 4 mai 1854 : Henry Law (en) (devenu John Headlam (en)) Le 5 octobre 1836, le diocèse de Ripon est érigé à partir de l'archidiaconé de Richmond et d'une partie du diocèse d'York (qui est devenu l'archidiaconé de Craven (en) - 7 juin 1854 – 21 juin 1868 : Charles Dodgson (en) (père de Lewis Carroll) - 1868-1894 : Edwards Cust (en) - 1894-1907 : William Danks (en) (devenu chanoine à la cathédrale de Canterbury) - avant 1909 – ?: Armstrong Hall (en) († 12 mai 1921) - 1921-1937 : Arthur Watson (en) - 1937-22 septembre 1939 : Claude Thornton (en), - 1940-1951 : Donald Bartlett (en) - 1951-1954 : William MacPherson (en) (devenu doyen de Lichfield) - 1954-1961 : Harry Graham (en) - 1972-1976 : John Turnbull (en) - 1976-1983 : Paul Burbridge (en) (devenu doyen de Norwich) - 1983-1993 : Norman McDermid (en) - 1993-2006 : Ken Good (en) - 19 mai 2007 – 2 mars 2013 : Janet Henderson (en) - 1er février 2013 – 2 février 2014 : Nicholas Henshall (en) (devenu doyen de Chelmsford) - 2 février 2014 – 20 avril 2014 : Paul Slater (en), archidiacre de Craven (en) - 20 avril 2014 – 19 juillet 2015 : Paul Slater, Archidiacre de Richmond et Craven - 19 juillet 2015 – 17 janvier 2016 : Simon Cowling - 17 janvier 2016 – 18 octobre 2018 : Bev Mason (en), Archidiaconesse de Richmond et Craven - depuis le 10 mars 2019 – : Jonathan Gough (en) |